# Lagynochthonius novaeguineae
Lagynochthonius novaeguineae är en spindeldjursart som först beskrevs av Beier 1965.  Lagynochthonius novaeguineae ingår i släktet Lagynochthonius och familjen käkklokrypare. Inga underarter finns listade i Catalogue of Life.